# Rheum forrestii
Rheum forrestii Diels – gatunek rośliny z rodziny rdestowatych (Polygonaceae Juss.). Występuje naturalnie w Chinach – w Syczuanie, Junnanie oraz Tybecie. 

## Morfologia
PokrójBylina dorastająca do 60–80 cm wysokości.
LiścieIch blaszka liściowa ma owalny kształt. Mierzy 12–20 cm długości oraz 10–18 cm szerokości, jest całobrzega, o sercowatej nasadzie i tępym wierzchołku. Ogonek liściowy jest nagi.
KwiatyZebrane w wiechy, rozwijają się na szczytach pędów. Listki okwiatu mają lancetowaty kształt i zielonożółtawą barwę, mierzą 2 mm długości.
OwoceMają kształt od okrągławego do elipsoidalnego, osiągają 9–10 mm długości.

## Biologia i ekologia
Rośnie na skalistych zboczach. Występuje na wysokości około 3000 m n.p.m. Kwitnie od czerwca do lipca.